# In die Nacht hinein
In die Nacht hinein ist der Titel eines Gemäldes, das die russische Künstlerin Marianne von Werefkin spätestens vor Ostern im Jahre 1910 in Litauen in Kownow malte. Das Werk gehört zum Bestand des Lenbachhauses in München. Es wurde durch den „Förderverein des Lenbachhauses“ aus Anlass seines 25-jährigen Bestehens gekauft und dem Museum am Königsplatz geschenkt. Das Bild hatte „seinen ersten großen öffentlichen Auftritt“ bereits vor knapp 40 Jahren – am 28. September 1980   im Museum Wiesbaden.

## Technik, Maße und Beschriftungen

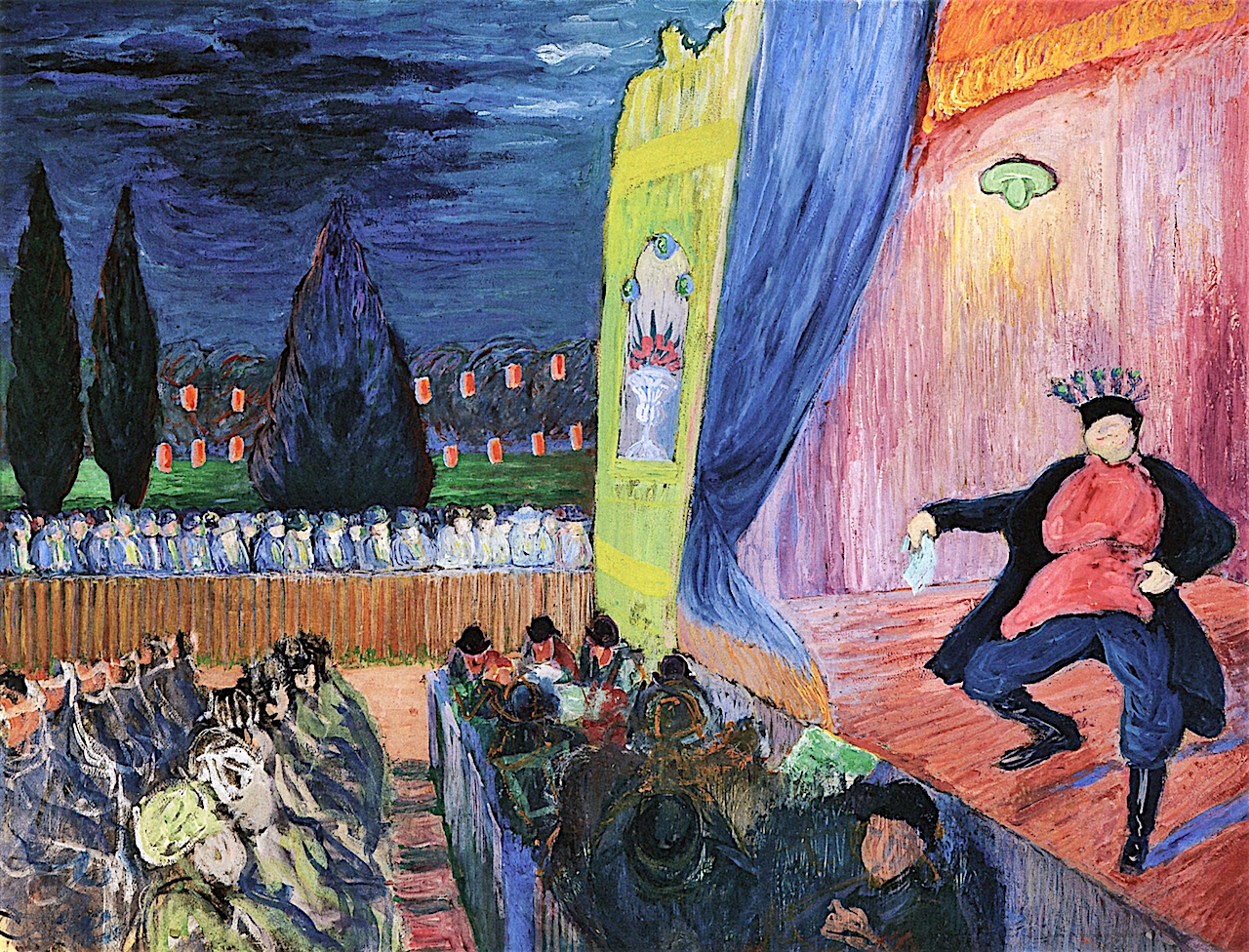
Marianne von Werefkin: Sommerbühne, 1910

Es handelt sich um eine Temperamalerei auf Karton, 75 × 101 cm. Unten rechts befindet sich Werefkins ligiertes Monogramm „MW“.
Auf der Rückseite befinden sich Etiketten u. a. mit der Aufschrift: „Moderne Galerie Thannhauser, München, Theatinerstr. 7“ und Neue Künstlervereinigung München (NKVM).
Eine Skizze in der Fondazione Marianne Werefkin (FMW) in Ascona.zeigt die Vorstufe zu dem Gemälde. Das Pendant zu „In die Nacht hinein“ ist ein Gemälde mit dem Titel „Sommerbühne“. Es gehört zum Bestand der Fondazione Marianne Werefkin.

## Ikonographie
Dargestellt ist eine nächtliche Szenerie in einer Stadt. Auf der rechten Seite führt eine enge Straße perspektivisch auf ein erhelltes Haus mit Giebeldach zu. Der Mittelgrund und die linke Hausfassade erleuchtet eine Lampe bis zum zweiten Stockwerk. Durch eine rundbogige Tür tritt eine weißhaarige Frau mit weißer Schürze heraus. Sie und zwei weitere Personen auf der linken und rechten Straßenseite haben ihre Haustüren geöffnet und blicken in Richtung der linken Bildseite, wo eine Theaterbühne aufgebaut ist.
Auf ihr agieren ein Schauspieler und eine Schauspielerin. Er mit rotem, Hermelin verbrämtem Mantel und goldener Krone auf dem Kopf, tritt in Herrscherpose auf und deutet mit einem Zepter in der rechten Hand nach unten. Sie in Schwarz gekleidet mit rotem Federschmuck im Haar, weicht dem König – dem sie den Rücken zukehrt   in die Ecke der provisorischen Bühne aus. Zwei Sitzbänke in der vordersten Reihe sind von Zuschauern noch nicht besetzt.
Das Theaterstück behandelt offensichtlich ein Drama, das als Titel und Text eventuell in einem der vielen Hefte mit Werefkins Literaturexzerpten zu finden wäre, die ihr Neffe, Alexander von Werefkin (1904–1982), der Fondazione Marianne Werefkin als Stiftung hinterlassen hat.

## Datierung
Zum Drama geriet im Laufe des Jahres 1909 auch das Verhältnis zwischen Werefkin und Alexej Jawlensky. Es gipfelte in Werefkins Entschluss, nach Eröffnung der 1. Ausstellung der Neuen Künstlervereinigung München im Dezember 1909 alleine   ohne Jawlensky   nach Kownow zu reisen. Dort verbrachte sie im Gouverneurs-Palast bei ihrem Bruder Peter (1861–1946) Weihnachten. Ihr Aufenthalt dauerte durch Krankheit bedingt bis Ostern 1910. Nach München schrieb sie an Jawlensky aufschlussreiche, mit bunten Skizzen illustrierte Briefe.
Nach München zurückgekehrt, brachte sie aus Litauen mehrere Bilder mit, die unterschiedliche Ansichten aus Kaunas zeigen. Das Gemälde „In die Nacht hinein“ gehört dazu. Auf der 2. Ausstellung der Neuen Künstlervereinigung München wurde es im September gezeigt und im Katalog abgebildet.